# 谢正荣
谢正荣（1918年—1977年12月4日），湖北黄安（今红安）人，中国人民解放军将领、中国人民解放军开国少将。
1935年10月加入中国共产党，曾任中国人民志愿军64军191师师长、中国人民解放军64军副军长兼参谋长。1955年，授予中国人民解放军少将。
1977年12月4日因病医治无效在北京逝世。